# Довгань Стефанія Ігорівна
Довгань Стефанія Ігорівна (англ. Stefania Dovhan) — українсько-американська оперна співачка.

## Життєпис
Стефанія Довгань народилася в столиці України — Києві. Початкову музичну освіту здобула в Київській музичній дитячій школі ім. Дмитра Шостаковича. Тут навчалася грати на фортепіано та одночасно в 1984–95 роках співала в дитячому хорі «Любисток» при Київській консерваторії. Її батьки — не музиканти, однак всі мають дуже гарні голоси. У п'ятирирічному віці в музеї Миколи Лисенка відбувся перший публічний виступ Стефанії — вона заспівала арію Лисички-сестрички з дитячої опери «Пан Коцький». Мама — художник-реставратор, викладає у коледжі в Америці, бабуся — журналістка, культурний діяч Маргарита Довгань, а дідусь — відомий український скульптор Борис Довгань. Бабуся водила до музичної школи, де Стефанія співала українські народні пісні, вчилася грати на сопілці та бандурі. З бабусею брали участь у хорі Леопольда Ященка «Гомін». Вдома завжди звучала класична музика, ще маленькою, познайомилася з творчістю Бориса Гмирі, Євгенії Мірошниченко, Соломії Крушельницької. Відвідала опери «Ріголетто», «Богема» та «Травіату» і зрозуміла, що вона — не піаністка.
Коли Стефанії виповнилося 15 років, її мама вийшла заміж за американця українського походження і забрала дочку зі собою до США. Тут Стефанія пішла вчитися до Балтиморської школи мистецтв, на музичний факультет, де обрала спів. Хоч у США освіта дуже дорога — понад 30 тисяч доларів за рік, проте країна плекає таланти і Стефанія не витратила жодної копійки на своє навчання. Вона одержала стипендію, їй безкоштовно дали книжки, дали окреме помешкання на чотири роки та оплачували харчування. Далі було навчання на вокальному факультеті Мерілендського університету, яке, як бакалавр, Стефанія завершувала заключним концертом, на якому співала арії, написані в різних музичних стилях і різними мовами. 
Після університету Стефанія два роки навчалася в музичній академії Аугсбурга в Німеччині, де вона стала магістром. Пізніше було оголошено про збір коштів для навчання талановитої співачки у майстер-класах під час Зальцбурзького музичного фестивалю, де у творчих змаганнях вона отримала перемогу і звання Фаворит конкурсу. У 2003 році вона отримала запрошення стажуватися в Національній опері України.
Стефанія Довгань співала на сценах багатьох престижних оперних театрів світу, лауреат різноманітних міжнародних конкурсів. У її репертуарі понад 30 оперних партій, серед яких Віолетта в опері «Травіата» Дж. Верді, Маргарита в опері «Фауст» Шарля Ґуно, Недда в опері Леонкавалло «Паяци», Донна Анна в опері «Дон Жуан» В. А. Моцарта, Мюзетта в опері «Богема» Д. Пуччіні, Мімі в опері Джакомо Пуччіні «Богема» та інші. Співпрацювала з видатними диригентами, такими як: Сер Марк Елдер (Лондонська Королівська опера), Емануель Війом (Сполетський фестиваль), Гаррі Ведов (Нью-Йоркська опера), Джордж Манахат (Портлендська опера).
Стефанія Довгань була фіналісткою конкурсу «Опералія» (2010) та Міжнародного конкурсу співаків імені Ганса Габора, а також отримала премію Еммеріха Смоля.